# Tomás de Monmouth
Thomas de Monmouth (m.1172), nacido de Monmouth (Gales), fue un monje benedictino que vivió en el monasterio de su orden en Norwich (condado de Norfolk, Inglaterra) durante el siglo XII.
Es el autor de The Life and Miracles of William (Vida y milagros de William, 1173), polémico libro antisemita que acusaba a los judíos de asesinar a un joven cuyo cuerpo fue encontrado en Mousehold Heath, Norwich, en 1144. Se trata de la primera acusación de asesinato ritual registrada contra los judíos.
Este texto ayudó a William of Norwich a inflamar Inglaterra de sentimiento antisemita, lo que finalmente condujo a la expulsión de los judíos de aquel país en 1290.  